# 市原誉昭
市原 誉昭（いちはら たかあき、1975年8月28日 - ）は、埼玉県出身の元フットサル選手。ポジションはFP。
1999年から2004年までプレーしたフットサル日本代表では、2002年からキャプテンを務めた。AFCフットサル選手権には5度出場している。

## 経歴

### サッカー
小学1年生の時に新座片山FCでサッカーをはじめた。小学5年生時に新座片山FCがブラジルに遠征した折に、ホテルで出会った18歳の三浦知良に「小学校卒業したら、ブラジルに来ればいいじゃん」と言われたことが人生を変えた。父親には日本の全寮制の学校に入学する選択肢とブラジルでサッカーを学ぶ選択肢を与えられ、小学校卒業後にブラジルに渡った。ブラジルではサンパウロの日本人寮に住み、シーズンオフに数か月間帰国する以外は約8年間ブラジルに住み、キンゼ・デ・ジャウー、コリチーバFCなどでプレーしている。
20歳の時に完全帰国し、2ヶ月間練習生として読売サッカークラブでプレーしたが正式契約には至らなかった。NEC山形（現：モンテディオ山形）や大分FC（現：大分トリニータ）でもトライアルを受けたが、最終的には1996年に横河電機（現：東京武蔵野シティFC）に加入して2年間在籍。しかし横河電機ではベンチにも入れず、ライン引きやビデオ係などの雑用をこなした。水戸ホーリーホックからオファーを受けて水戸に加入するが、獲得時の監督が解雇されたことで市原自身も入団から3ヶ月後に退団した。

### フットサル
1998年にはサッカーの練習の一環でフットサルチームのエスポルチ藤沢でもプレー。フットサル大会を通じて甲斐修侍と出会い、1999年には甲斐らとカスカヴェウ（現・ペスカドーラ町田）を設立した。2001年にはカスカヴェウで全日本選手権で優勝した。再びブラジルに赴くと、ブラジルでの日本人プロフットサル選手第1号となった。帰国後には関東リーグのプレデター（現：バルドラール浦安フットボールサラ）でプレー。日本初のフットサル専属契約選手となり、2006年には全日本選手権で優勝。
2007年のFリーグ開幕をプレデターから改名したバルドラール浦安で迎え、2008年には改名後初めて全日本選手権で優勝。バルドラール浦安ではキャプテンを務め、2007-08シーズンと2008-09シーズンのFリーグでは名古屋オーシャンズに次ぐ2位となった。
2010年にはペスカドーラ町田に移籍して2年間プレー。
2012年には湘南ベルマーレに加入。湘南ではキャプテンを務めた。2012年8月4日のバルドラール浦安戦でFリーグ通算100試合出場を達成。湘南で2シーズンプレーして2013-14シーズン終了後に退団した。

### フットサル日本代表
フットサル転向から1年ほどでフットサル日本代表に初招集され、ラモス瑠偉らとともに第1回AFCフットサル選手権に出場した。2000 FIFAフットサル世界選手権のアジア予選は3位決定戦で敗れて本大会出場権を逃し、この敗戦は「バンコクの悲劇」と呼ばれて語り継がれている。2001年末からは日本代表のキャプテンを務めた。
2004年にはサッポ監督の下で第6回AFCフットサル選手権で準優勝し、日本代表は初めてFIFAフットサルワールドカップの出場権を獲得したが、市原は大会直前の怪我が理由で2004 FIFAフットサルワールドカップ出場を逃した。2004年からは長らく日本代表から遠ざかり、2008 FIFAフットサルワールドカップの2ヶ月前に久々に代表候補に選出されたが、結局ワールドカップ本大会出場は逃した。

## 所属クラブ

### サッカー
- 新座片山FC（小学年代）
- キンゼ・デ・ジャウー
- コリチーバFC
- 1996-1998 横河電機サッカー部

### フットサル
- 1998-1999 エスポルチ藤沢
- 1999-2002 カスカヴェウ（東京都リーグ→関東リーグ）
- 2002  アマフーザ（ポルトガル語版）（パラナ州1部リーグ）
- 2002-2010 プレデター/バルドラール浦安（関東リーグ→Fリーグ）
- 2010-2012 ペスカドーラ町田（Fリーグ）
- 2012-2014 湘南ベルマーレ（Fリーグ）

出典 : ボアスコンプラス

## タイトル
- カスカヴェウ
  - 全日本選手権 PUMA CUP : 2001
  - スーパーリーグ : 2000-01
- プレデター/バルドラール浦安
  - 全日本選手権 PUMA CUP : 2006、2008

## 代表歴
- フットサル日本代表
  - AFCフットサル選手権 : 1999（第1回）、2000（第2回）、2002（第4回）、2003（第5回）、2004（第6回）

## 個人成績
| 国内大会個人成績 | 国内大会個人成績 | 国内大会個人成績 | 国内大会個人成績 | 国内大会個人成績 | 国内大会個人成績 | 国内大会個人成績 | 国内大会個人成績 | 国内大会個人成績 | 国内大会個人成績 | 国内大会個人成績 | 国内大会個人成績 |
| 年度             | クラブ           | 背番号           | リーグ           | リーグ戦         | リーグ戦         | リーグ杯         | リーグ杯         | オープン杯       | オープン杯       | 期間通算         | 期間通算         |
| 年度             | クラブ           | 背番号           | リーグ           | 出場             | 得点             | 出場             | 得点             | 出場             | 得点             | 出場             | 得点             |
| 日本             | 日本             | 日本             | 日本             | リーグ戦         | リーグ戦         | オーシャン杯     | オーシャン杯     | 全日本選手権     | 全日本選手権     | 期間通算         | 期間通算         |
| ---------------- | ---------------- | ---------------- | ---------------- | ---------------- | ---------------- | ---------------- | ---------------- | ---------------- | ---------------- | ---------------- | ---------------- |
| 2007-08          | 浦安             | 4                | Fリーグ          | ??               | ?                |                  |                  |                  |                  |                  |                  |
| 2008-09          | 浦安             | 4                | Fリーグ          | 21               | 11               |                  |                  |                  |                  |                  |                  |
| 2009-10          | 浦安             | 4                | Fリーグ          | ??               | ?                |                  |                  |                  |                  |                  |                  |
| 2010-11          | 町田             | 4                | Fリーグ          | ??               | ?                |                  |                  |                  |                  |                  |                  |
| 2011-12          | 町田             | 4                | Fリーグ          | ??               | ?                |                  |                  |                  |                  |                  |                  |
| 2012-13          | 湘南             | 4                | Fリーグ          | ??               | ?                |                  |                  |                  |                  |                  |                  |
| 2013-14          | 湘南             | 4                | Fリーグ          | 34               | 5                | 3                | 0                | 2                | 0                | 39               | 5                |
| 通算             | 日本             | 日本             | Fリーグ          |                  |                  |                  |                  |                  |                  |                  |                  |
| 通算             | 日本             |                  |                  |                  |                  |                  |                  |                  |                  |                  |                  |
| 総通算           |                  |                  |                  |                  |                  |                  |                  |                  |                  |                  |                  |

## 著書
- 市原誉昭（監修）『フットサルクリニック 「止める」「蹴る」の技術を極めて確実にうまくなる !』高橋書店、2004年
- 市原誉昭（監修）『トッププレーヤーから学ぶ勝つためのフットサル』新星出版社、2004年